# Kfz-Kennzeichen (Palästinensische Autonomiegebiete)
Palästinensische Kfz-Kennzeichen wurden 1994 eingeführt und werden von der im gleichen Jahr geschaffenen Palästinensischen Autonomiebehörde vergeben. Ursprünglich wurden die Schilder sowohl im Westjordanland als auch im Gazastreifen einheitlich eingesetzt. 2012 wurden im Gazastreifen von der dortigen Verwaltung allerdings neue Kennzeichen eingeführt. Im Juli 2018 führte die Autonomiebehörde auch im Westjordanland für private Fahrzeuge ein neues Nummerierungssystem ein. Da die Kennzeichen unabhängig von Besitzerwechsel bis zur Exmatrikulierung am Fahrzeug verbleiben, existieren in den jeweiligen Autonomiegebieten auch weiterhin Kennzeichen früherer Systeme.

## Aktuelle Nummerierungssysteme

### Westjordanland
Das aktuell gültige System für das Westjordanland wurde 2018 eingeführt. Die Änderung wurde nötig, weil Ramallah als größte autonome Stadt und als Provinz alle möglichen Nummernkombinationen für Privatfahrzeuge voll ausgeschöpft hatte und deswegen keine weiteren Kfz-Kennzeichen mehr zur Verfügung standen. Die Autonomiebehörde teilte daraufhin den einzelnen Gouvernements einen lateinischen Buchstaben statt einer Ziffer zu. Privatfahrzeuge haben weiße Nummerntafeln mit grüner Schrift. Palästinensische Nummernschilder bestehen hauptsächlich aus Ziffern nach dem Schema 1-2345-X. Eine Zahl, gefolgt von einer Abtrennung und einer fortlaufenden vierstelligen Seriennummer. Nach einer weiteren Abtrennung folgt ein einzelner Buchstabe, der Aufschluss über die genaue Herkunft des Fahrzeugs gibt. Bei Erreichen von 9-9999-X wird zuvorderst eine weitere Zahl angehängt. Weiters findet sich auf der rechten Seite neben dem Buchstaben ein lateinisches P für Palestine und darüber in arabischer Schrift ein ف (Faa') für فلسطين (Falasteen). Ähnlich einer TÜV-Plakette befindet sich ein Siegel mit Hologramm auf der Nummerntafel, auf dem das Wappen Palästinas abgebildet und das Wort gültig in verschiedenen Sprachen zu lesen ist. Es wird beim Verschrotten des Fahrzeugs normalerweise entfernt. Bei Nichtzahlung der jährlich geschuldeten Kraftfahrzeugsteuer kann es auch behördlich entfernt werden. Zudem sind das Kürzel PA, das Wappen und eine fortlaufende Prüfzimmer als weitere Sicherheitsmerkmale auf dem Kennzeichen eingraviert.
Die Vergabe der Nummern erfolgt bei der Erstzulassung. In der Folge bleibt die Nummer beim Fahrzeug, auch bei einem Besitzerwechsel. Nummerntafeln nach dem alten System behalten auch weiterhin ihre Gültigkeit, so lange, bis ein Fahrzeug exmatrikuliert und verschrottet wird. Alle übrigen Kennzeichen für den öffentlichen Verkehr, Behörden und Polizeien werden vorerst nach dem alten Muster von 1994 weitergeführt.
| Buchstabe | Gouvernement                      | Städte             |
| --------- | --------------------------------- | ------------------ |
| A         | Gouvernement Dschenin             | Dschenin           |
| B         | Gouvernement Tulkarm              | Tulkarm            |
| C         | Gouvernement Tubas                | Tubas              |
| D         | Gouvernement Nablus               | Nablus             |
| E         | Gouvernement Qalqilya             | Qalqiliya          |
| F         | Gouvernement Salfit               | Salfit             |
| G         | Gouvernement Jericho              | Jericho            |
| H         | Gouvernement Ramallah und al-Bira | Ramallah, al-Bireh |
| J         | Gouvernement Quds                 | Ostjerusalem       |
| K         | Gouvernement Bethlehem            | Bethlehem          |
| L         | Gouvernement Hebron               | Hebron             |
| M         | Gouvernement Hebron               | Dura               |
| N         | Gouvernement Hebron               | Yatta              |

Die folgenden Buchstaben sind für den Gazastreifen vorgesehen, wurden bisher aber noch nicht implementiert, da die Behörden in Gaza ihr eigenes System verfolgen.
| Buchstabe | Gouvernement               | Städte        |
| --------- | -------------------------- | ------------- |
| P         | Gouvernement Nordgaza      | Dschabaliya   |
| Q         | Gouvernement Gaza          | Gaza-Stadt    |
| R         | Gouvernement Dair al-Balah | Dair al-Balah |
| S         | Gouvernement Chan Yunis    | Chan Yunis    |
| T         | Gouvernement Rafah         | Rafah         |

Anmerkungen
1. ↑  Die Buchstaben „I“ und „O“ wurden wegen der Verwechslungsgefahr zu „1“ und „0“ nicht vergeben.

### Gazastreifen
Das aktuelle Nummerierungssystem im Gazastreifen wurde im Frühjahr 2012 eingeführt. Es unterscheidet sich seither in Logik und Design von den Kennzeichen im Westjordanland.
Der grundlegende Aufbau aus sieben Ziffern des Systems 1994 blieb erhalten, als erste Ziffer wird weiterhin die 3 genutzt. Das ursprüngliche „P“ auf der rechten Seite wurde durch eine vertikal stehende, nach unten gerichtete palästinensische Flagge ersetzt. Im Jahr 2021 wurde das Design nochmals geändert, wobei ein Muster des Wortes „Palästina“ in Arabisch und Englisch über die Zahlen gelegt wurde. Das „P“ wurde auf großen Wunsch wieder eingeführt, die palästinensische Flagge wurde stattdessen horizontal gelegt.

#### Private und staatliche Personenfahrzeuge
Schwarze Schrift und Umrandung auf weißem Grund. Kennzeichen von Privatfahrzeugen enden mit „0X“, jene von staatlichen Personenfahrzeugen mit „5X“.

#### Nutzfahrzeuge
Nutzfahrzeuge, wie z. B. Lastwagen, haben grüne Ziffern und Umrandungen. Kennzeichen von Nutzfahrzeugen enden mit „1X“.

#### Öffentlicher Transport
Öffentliche Fahrzeuge wie Taxis, Busse oder Kommunalfahrzeuge haben blaue Ziffern und Umrandungen. Öffentliche Kfz-Kennzeichen enden mit „2X“. Kommunale Kfz-Kennzeichen enden mit „4X“.

#### Kennzeichen der Behörden und Polizei
Regierungsfahrzeuge, wie Polizeiautos, Krankenwagen des Gesundheitsministeriums und dergleichen, haben rote Ziffern und Umrandungen. Staatliche Kfz-Kennzeichen enden mit „5X“.

#### Sonderfall der Fahrzeugkennzeichen für gestohlene Fahrzeuge

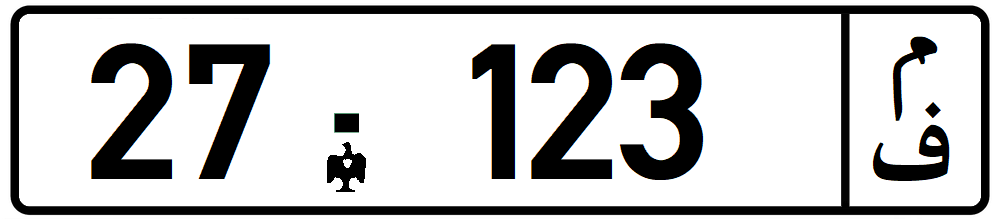
Kennzeichen für gestohlene Fahrzeuge

Dieser weltweit einzigartige Schildertyp war das schlechte Ergebnis der Komplikationen im Zusammenhang mit dem israelisch-palästinensischen Friedensprozess.
Kurz nach der Unterzeichnung des Gaza-Jericho-Abkommens, der Einrichtung der palästinensischen Zivilpolizei und der Ersetzung der israelischen Polizeikräfte in den Gebieten des Gazastreifens durch diese neu geschaffene Polizei, haben Autodiebe die Gelegenheit genutzt und etwa 15.000 gestohlene Autos in den Gazastreifen gebracht, wo sie anschließend außerhalb der Reichweite der israelischen Polizei verkauft wurden. Israelische Autobesitzer, die ihre Autos nicht mehr rechtzeitig zurückholen konnten, bekamen von ihrer Versicherung das Geld zurückerstattet. Somit zahlten also tatsächlich israelische Versicherungsgesellschaften für den Gebrauchtwagenhandel im Gazastreifen. Als die Versicherungsunternehmen klagten, glich die Palästinensische Autonomiebehörde den entstandenen Schaden aus, nahm aber die Vergleichskosten durch teilweise viel höhere Zulassungsgebühren wieder ein. Um diese Autos zu kennzeichnen, erhielten sie spezielle Nummernschilder, weiße Tafeln mit schwarzen Zahlen.
Statt P und ف trugen sie stattdessen ف / م als nationale Kennung auf der rechten Seite. Das arabische Schriftzeichen für M bedeutete in diesem Falle wegen fehlender Wagenpapiere und Versicherungsdokumenten المقيدة „eingeschränkt“, ein Euphemismus, der sich auf die unzweifelhafte Herkunft des Fahrzeugs bezog. Im Volksmund wurde es stattdessen lästerhaft als مسروق „masruq“ (arab. für: gestohlen) bezeichnet. Sie trugen zudem eine schematische Darstellung des Wappen Palästinas.
Das Format war 00-123, wobei „00“ eine spezielle Bedeutung hatte.
- 25 Fahrzeuge der Behörden
- 26 Polizeifahrzeuge
- 27-30 Privatfahrzeuge

Die letzten verbliebenen Nummernschilder dieser Art wurden von den Behörden 2005 eingezogen und die Halter solcher Fahrzeuge bekamen normale Nummerntafeln zugeteilt.

## Geschichte

### System von 1994
Beim System von 1994 bestanden palästinensische Nummernschilder hauptsächlich aus Ziffern nach dem Muster 1-2345-67, wobei die erste Ziffer Aufschluss über die genaue Herkunft des Fahrzeugs gab. Nach einer Abtrennung folgte eine fortlaufende vierstellige Seriennummer sowie zwei weitere Ziffern, die teilweise Auskunft über die Art des Fahrzeuges oder in früheren Versionen über das Baujahr gab. Bei den frühen Ausgaben des „System 1994“ war die Anordnung des lateinischen P und des ف (Faa') umgekehrt. Schilder in US-Größe wurden zu Beginn einzeilig ohne „P“ und Trennzeichen ausgeführt. Bei späteren Ausgaben wurde ف / P mittig eingefügt.
Die Zuordnung der ersten Ziffer vor der Abtrennung war wie folgt:
| Ziffer  | Gebiet                    | Städte                       |
| ------- | ------------------------- | ---------------------------- |
| 1, 2, 3 | Gazastreifen              |                              |
| 4, 7    | nördliches Westjordanland | Nablus, Tulkarm, Kalkilia    |
| 5, 6    | zentrales Westjordanland  | Ramallah, Jerusalem, Jericho |
| 8, 9    | südliches Westjordanland  | Bethlehem, Hebron            |

#### Öffentlicher Transport
Fahrzeuge des öffentlichen Transports (Taxis, Sammeltaxis und Autobusse) besaßen grüne Kennzeichen mit weißer Aufschrift. Taxis hatten die Endziffern 30. Mietwagen trugen reguläre Nummerntafeln (weiß auf grün) mit den Endziffern 32.

#### Kennzeichen der Behörden

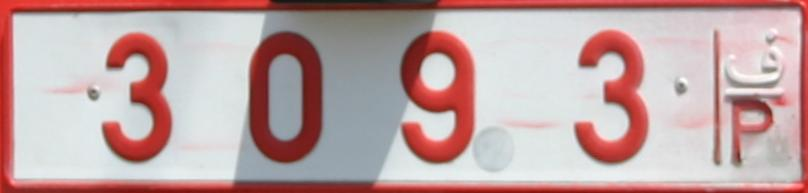
Behörden-Kennzeichen

Behördliche Fahrzeuge nutzten weiße Nummernschilder mit roter Schrift. Dazu zählten Behörden-Pkw, Ambulanzen, Fahrzeuge der Post, des Rundfunksenders PBC sowie der Feuerwehr und Sonderpolizei (Militär). Diese Nummern wurden fortlaufend im Format 12345 mit oder ohne führende Nullen vergeben.

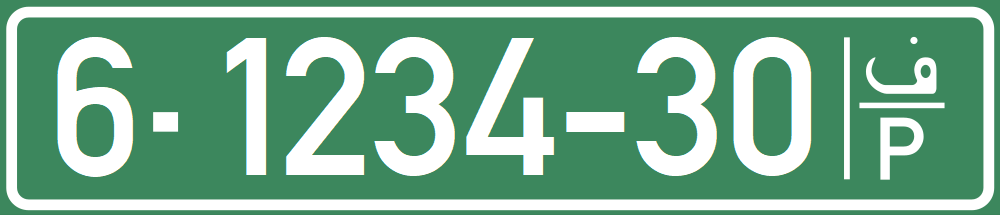
Kennzeichen für den öffentlichen Verkehr

#### Polizeikennzeichen
Fahrzeuge der palästinensischen Polizei besaßen ursprünglich rote Kennzeichen mit weißer Aufschrift.

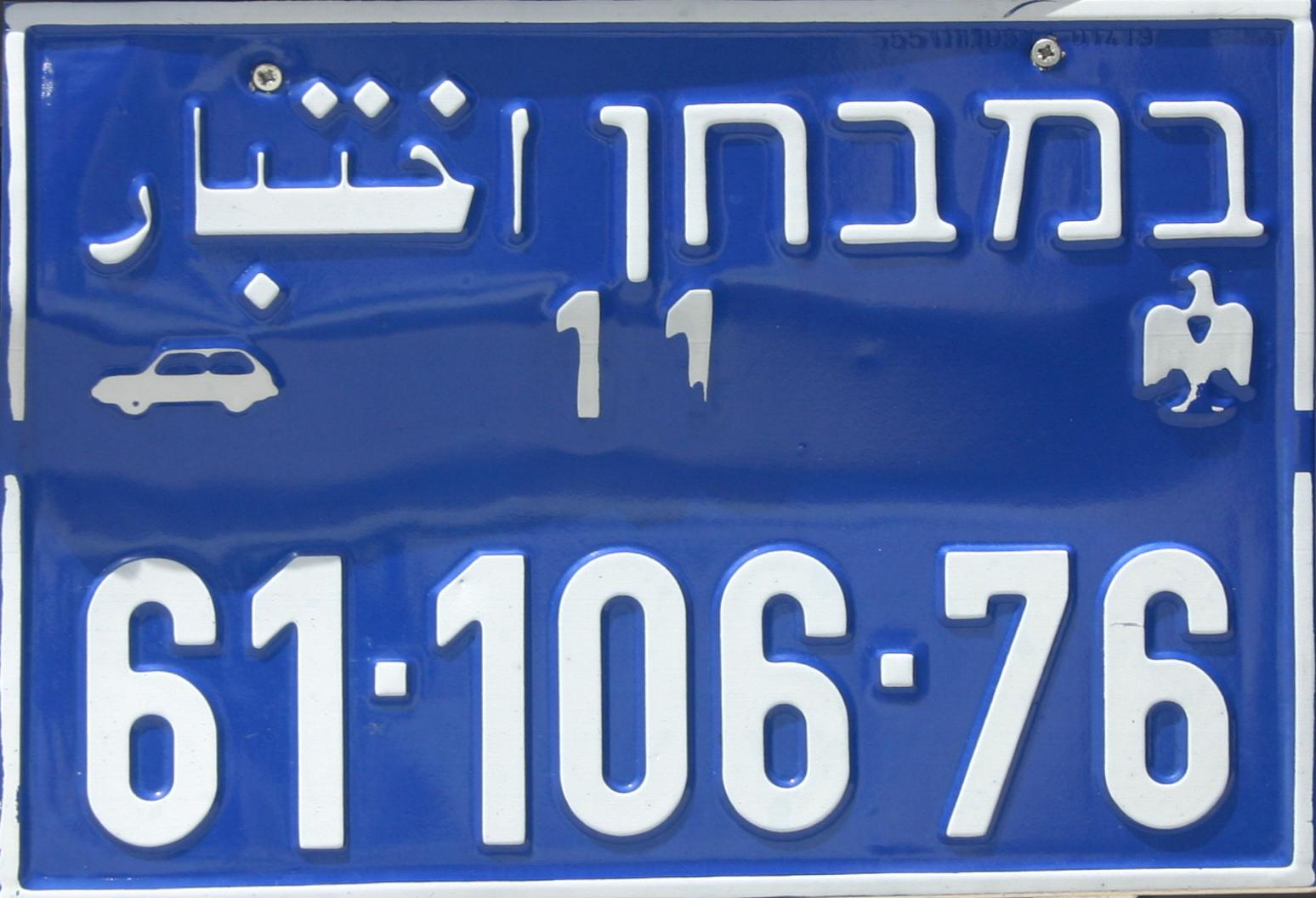
Probekennzeichen

#### Probekennzeichen
Probekennzeichen für Werkstätten und Autohändler waren blau mit weißer Schrift und zeigten in der oberen Zeile das Wort „TEST“ in arabischer (اختبار) und hebräischer (במבחן) Schrift über der Nummer. In der ersten Version war der Text nur in lateinischer Schrift vorhanden, neuere Schilder zeigten den englischen Schriftzug ON TEST. Die Nummern hatten ebenfalls sieben Stellen, aber das Format 12-345-67 und zeigen zudem eine schematische Darstellung des Wappen Palästinas.

### Alte israelische Kennzeichen bis 1994
Vor der Einführung eigener palästinensischer Kennzeichen wurden die Nummernschilder von der israelischen Zivilverwaltung ausgegeben. Benutzt wurde jeweils das aktuelle Nummernsystem Israels. Von 1967 bis 1969 waren dies fünf Ziffern nach dem Schema 12-235. Ab 1970–78 123-456 und ab 1979–94 12-345-67. Jeder Region wurde ein hebräischer Buchstabencode zugewiesen. Ursprünglich wurde dieser Buchstabencode auf einer separaten quadratischen Platte platziert und neben dem Nummernschild installiert. Später, ab Ende der 1970er Jahre, wurde der Buchstabe auf den Nummernschildern auf der linken Seite eingearbeitet. Noch später wanderte er auf die rechte Seite. Bei Fahrzeugen, die nur ein Schild in amerikanischer Größe aufnehmen konnten, befand sich dieser Buchstabe in einem Rechteck oben über den Zahlen.

#### Westjordanland
Kfz-Kennzeichen im Westjordanland hatten schwarzen Text und schwarze Ränder auf hellblauem Hintergrund. Der Buchstabencode war schwarz auf weißem oder andersfarbigem Hintergrund. Ein weißer Hintergrund implizierte im Allgemeinen, dass der Fahrzeugbesitzer in der Regionshauptstadt wohnte, während ein andersfarbiger Hintergrund anzeigte, dass der Besitzer im Umland, einer kleineren Stadt oder den Dörfern der jeweiligen Region wohnte.
Ab 1979 trugen die letzten beiden Ziffern im Westjordanland 12-234-XX entweder „1X“ oder „3X“, während Israel es vermied, diese Nummern auf den gelben israelischen Kennzeichen zu verwenden, wodurch die Ausgabe doppelter Nummern unter den beiden parallelen Systemen vermieden wurde.

#### Gaza
Kfz-Kennzeichen im Gazastreifen hatten schwarze Buchstaben und schwarze Ränder auf weißem Hintergrund, damit man sie von den Schildern im Westjordanland sowie von den gelben israelischen Nummernschildern unterscheiden konnte. Ähnlich wie im Westjordanland war der Buchstabencode schwarz auf weißem oder andersfarbigen Hintergrund, um eine Herkunft anzeigen zu können. Bei späteren Ausführungen war der Hintergrund immer weiß, die Buchstaben hingegen andersfarbig.
Ab 1979 waren im Gazastreifen die letzten beiden Ziffern „4X“, um auch hier doppelte Ausgaben von Nummernschildern zu vermeiden.

#### Kürzel
| Kürzel | Stadt         | Herleitung des Kürzels                                                   |
| ------ | ------------- | ------------------------------------------------------------------------ |
| א (A)  | Jericho       | arabisch أريحا Ariha, da י (J) schlecht sichtbar                         |
| ב (B)  | Bethlehem     |                                                                          |
| ד (D)  | Deir Al-Balah |                                                                          |
| ח (CH) | Hebron        | hebräisch חברון Chewron                                                  |
| ט (T)  | Tulkarem      |                                                                          |
| ע ('A) | Gaza          | hebräisch עזה Aza                                                        |
| פ (F)  | Rafah         | hebräisch רפיח, zweiter Buchstabe פ, da ר (R) bereits für Ramallah steht |
| ק (K)  | Qalqiliya     |                                                                          |
| נ (N)  | Dschenin      | hebräisch ג'נין, zweiter Buchstabe, das ג schlecht sichtbar              |
| ר (R)  | Ramallah      |                                                                          |
| ש (Sh) | Nablus        | hebräisch שכם Sh’chem                                                    |

## Rechtliche Situation als Spezialfall
Fahrzeuge mit palästinensischen Kennzeichen dürfen nur von Palästinensern gelenkt werden. Inhaber von israelischen oder Ostjerusalemer Identitätsausweisen und Ausländer erhalten israelische Autonummern. Diese dürfen dann auch im israelischen Kernland unterwegs sein. Seit dem Gaza-Jericho-Abkommen von 1994 sind bestimmte Straßen im Westjordanland Fahrzeugen mit gelben, israelischen Kennzeichen vorbehalten.

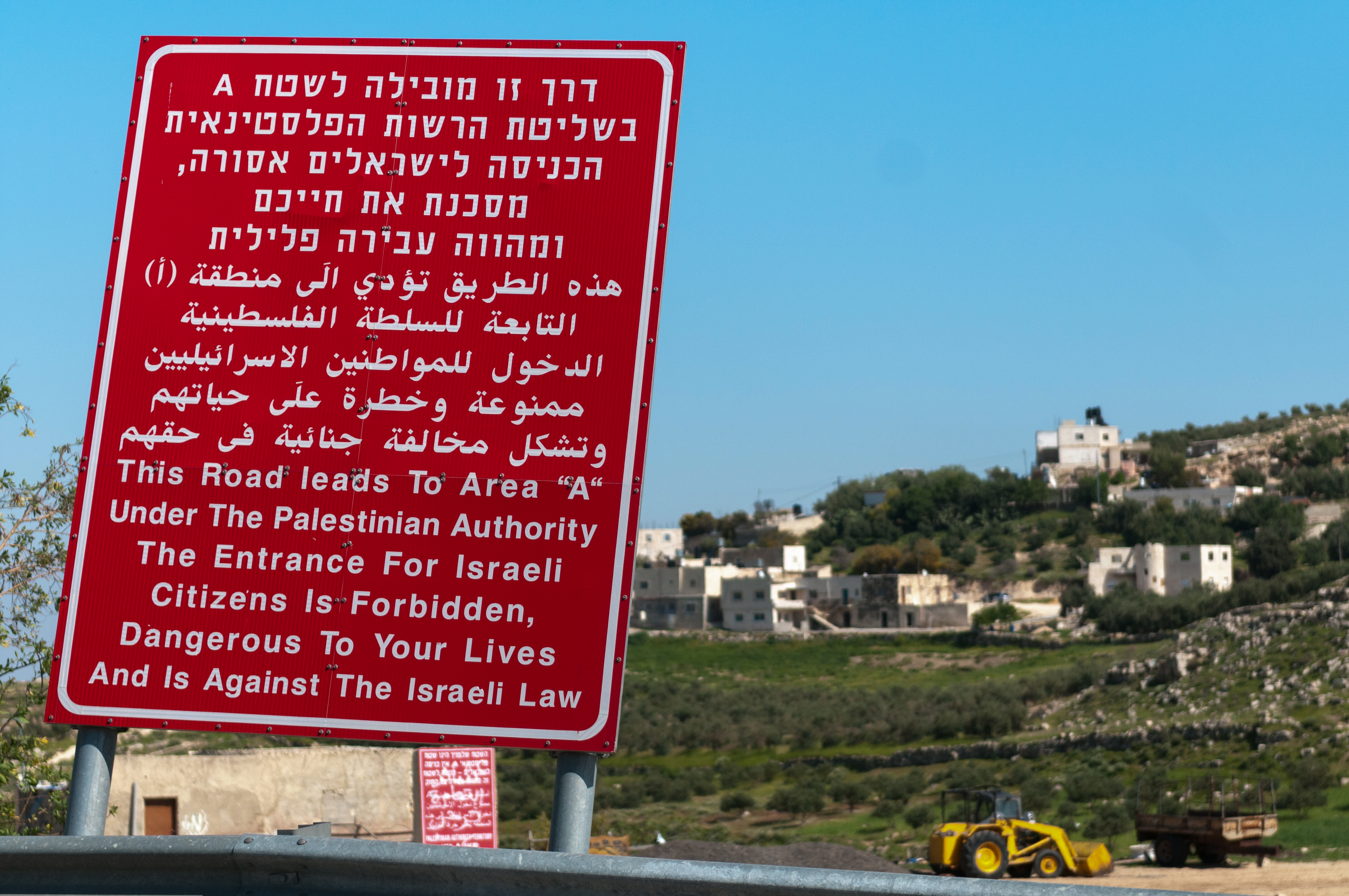
Ein mehrsprachiges „Zone-A“-Schild im Westjordanland nähe Za'atara, das Israelis das Passieren oder eine Weiterfahrt untersagt

Deswegen boomt der Handel mit in Israel gestohlenen oder günstig erstandenen Fahrzeugen oder solchen, die verschrottet werden sollen. Noch bestückt mit israelischen Kfz-Kennzeichen, verkehren sie in den palästinensischen Städten oder Provinzen. Diese sind nicht legal registriert und ohne Versicherung unterwegs. Israelische Soldaten und auch palästinensische Sonderpolizisten stoppen gezielt solche Fahrzeuge, um sie aus dem Verkehr zu ziehen.
Die Israelische Regierung, andere Behörden, Reiseveranstalter und Blogger warnen ausdrücklich davor, mit gelben Nummerntafeln in autonome Städte zu fahren. Autoversicherer oder auch Vermieter von Leihwagen übernehmen im Schadensfall keine Haftung. Es sind auf alle Fälle die Zonenregelung sowie die individuell geltenden Bedingungen der Verleihfirmen zu beachten.
Vor dem Beginn der Zweiten Intifada im September 2000 waren auf israelischen Straßen jeden Tag Fahrzeuge mit palästinensischen Kennzeichen aus dem Westjordanland oder auch dem Gazastreifen unterwegs. Palästinenser arbeiteten nicht nur dort, weil sie bessere Löhne ausbezahlt bekamen und auch krankenversichert waren, sondern sie konnten auch ihre Verwandten in den anderen Landesteilen mit ihren Fahrzeugen besuchen. Erst seit 2017, also rund 17 Jahre später, durften Fahrzeuge mit palästinensischen Kontrollschildern die Grenzübergänge wieder passieren. Einer stark beschränkten Anzahl von Palästinensern aus dem Westjordanland wurde es ermöglicht, ihre eigenen Motorfahrzeuge auf dem israelischen Straßennetz zu bewegen. Rund 100 Ärzte durften bereits 2015 die Straßen schon wieder benutzen, um Patienten in israelischen Krankenhäusern behandeln zu können. Ebenfalls durften die Straßen für Notfalltransporte benutzt werden. Bewilligungen werden unter anderem Geschäftsmännern und Arbeitern erteilt, um Geschäftstätigkeiten oder ihrem Beruf in Israel nachgehen zu können. Das Befahren der Straßennetzes ist allerdings nur unter diesen Voraussetzungen gestattet, private Fahrten sind weiterhin nicht erlaubt. Die große Mehrheit der rund 100‘000 täglich in Israel arbeitenden Palästinenser passiert die 13 offenen Checkpoints allerdings nach wie vor zu Fuß.

## Galerie

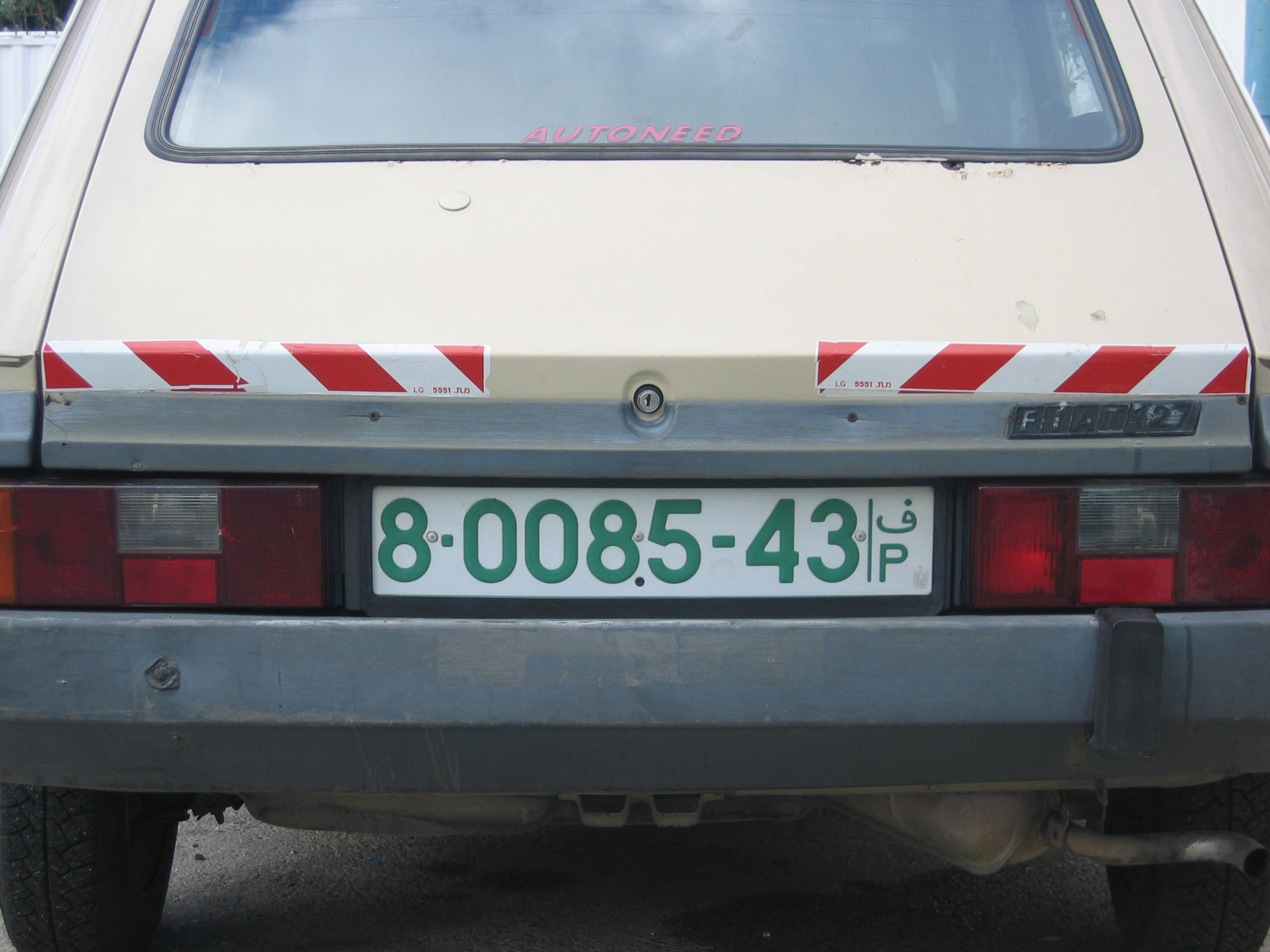
Fiat 127 mit Tafel vom 1994er System
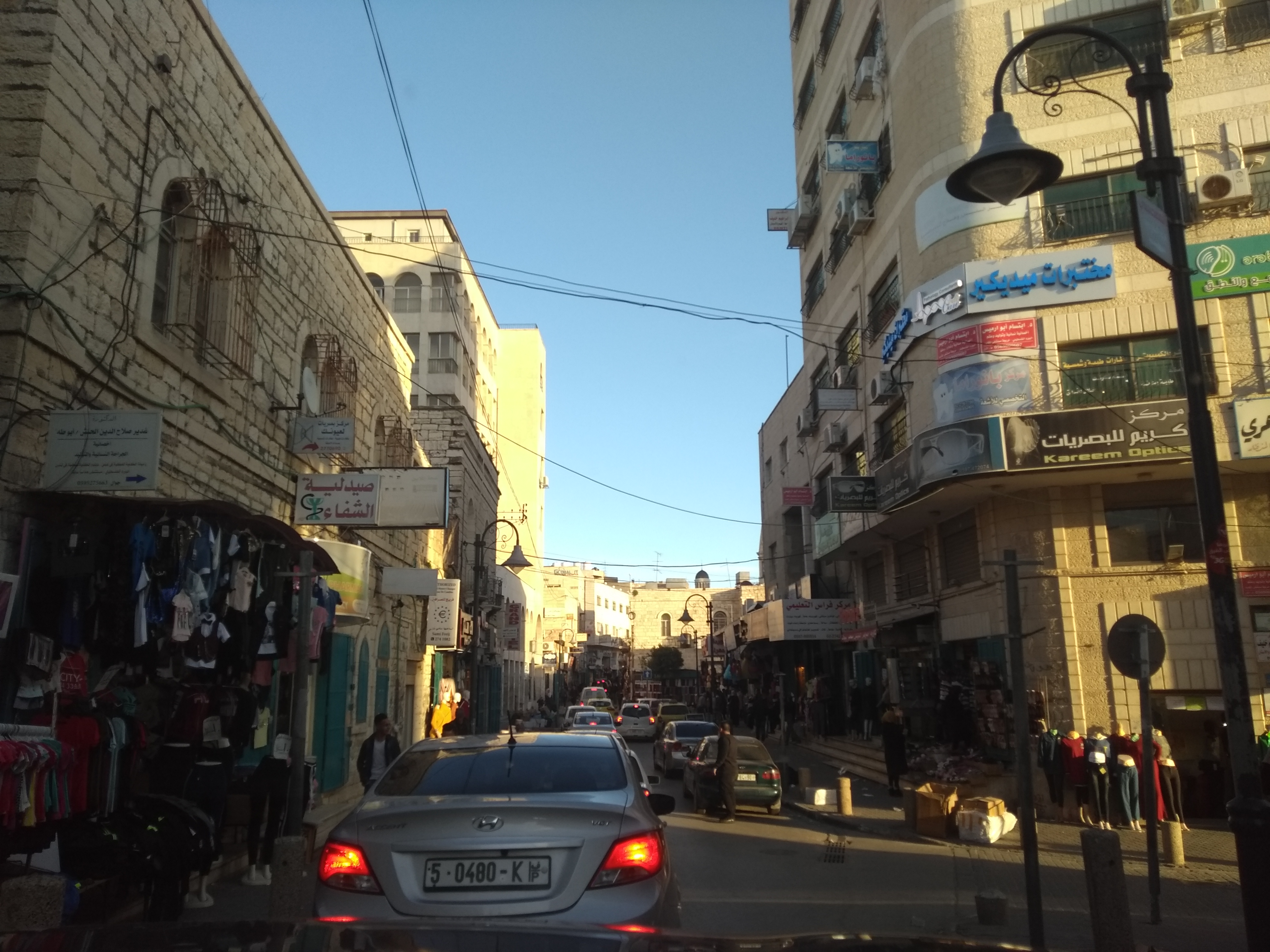
Hyundai mit Schild vom 2018er System
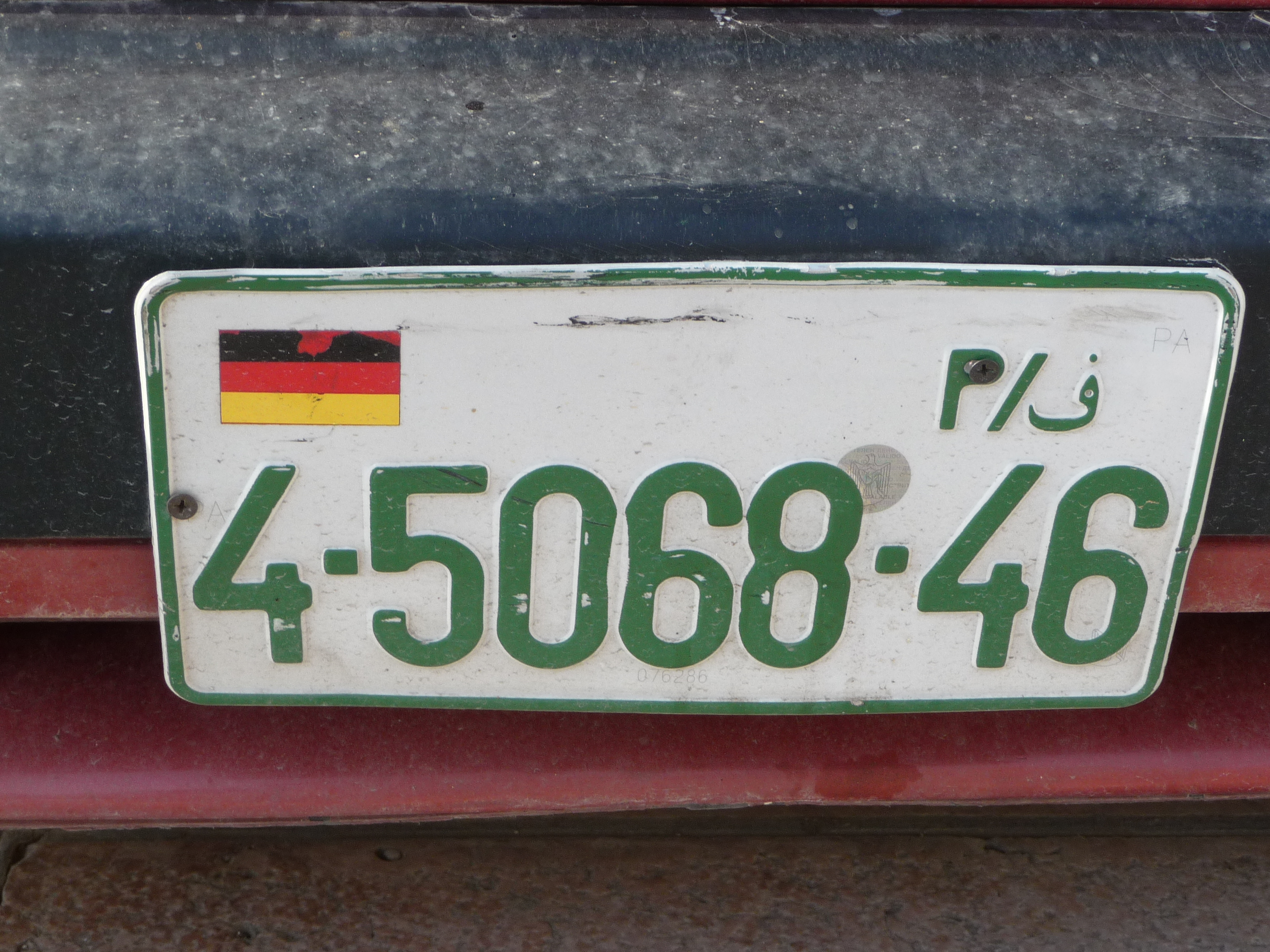
Kennzeichen im US-Format; Die Flagge hat wohl sein Besitzer angebracht
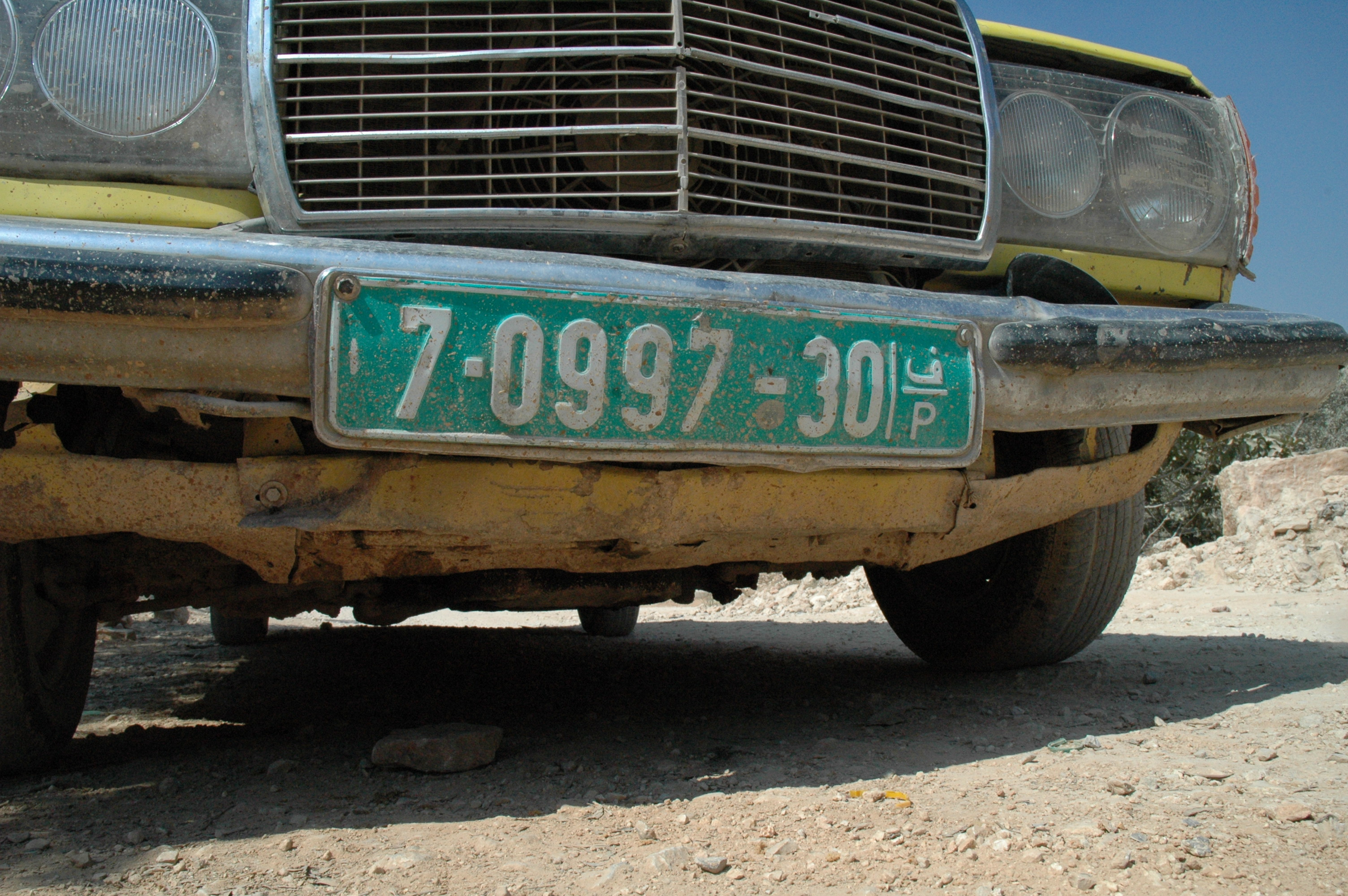
Altes Mercedes-Taxi mit der grünen „30er“-Nummer
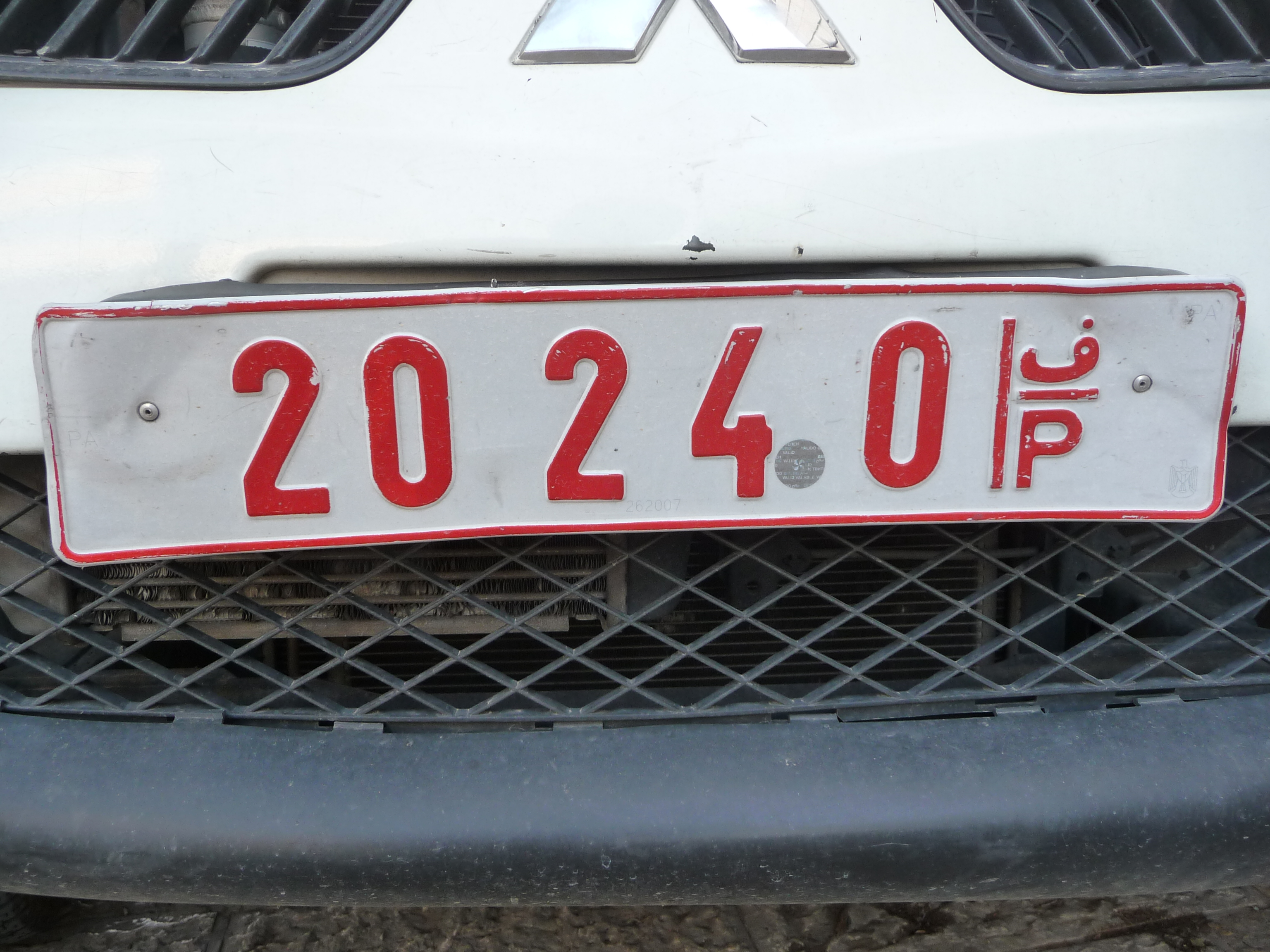
Behördenkennzeichen an einem Mitsubishi Pick-up